# Куратов (опера)
«Куратов» — опера російською мовою і мовою комі Сергія Носкова на доопрацьоване ним лібрето Альберта Ванєєва. Базується на біографії Івана Куратова.

## Історія
Фінансування на створення опери в розмірі 1 мільйона рублів було виділено з ініціативи глави Республіки Комі Володимира Торопова. Прем'єра відбулася 2 та 3 жовтня 2009 року в Державному театрі опери і балету Республіки Комі.